# Asamblea Regional de Murcia
Die Regionalversammlung von Murcia (spanisch Asamblea Regional de Murcia) ist das autonome Parlament der Region Murcia. 
Die Einkammer-Versammlung, die 45 gewählte Parlamentssitze umfasste, befindet sich in der Stadt Cartagena.
Die Volkspartei (PP) behielt ihre Mehrheit bei den Regionalwahlen 2011 in Murcia mit 33 von 45 Sitzen. Im Jahr 2015 verlor sie ihre Mehrheit und lag mit 22 Sitzen einen Sitz unter der Mehrheit.  
Seit August 2019 bilden die PP und die C's eine gemeinsame Koalitionsregierung. Diese wird durch VOX unterstützt.